# Landwehr (Overath)
Landwehr ist ein Ortsteil von Marialinden in der Stadt Overath im Rheinisch-Bergischen Kreis in Nordrhein-Westfalen, Deutschland.

## Lage und Beschreibung
Landwehr liegt an der Landesstraße 360 und gehört als Ortsteil zum Stadtteil Marialinden, einem alten Wallfahrtsort. Er grenzt an die Ortsteile Lorkenhöhe in Richtung Federath und an Krampenhöhe. Von Krahwinkel trennt ihn ein Landschaftsschutzgebiet. Beim Ort befindet sich der Quellbereich des Kleinen Naafbachs.
In Landwehr sind nur wenige bergische Fachwerkhäuser zu sehen, vor allem moderne Einzelhäuser prägen das Bild. Geschäfte gibt es im Ortsteil nicht mehr.  Bis Ende der Sechzigerjahre verfügte Landwehr über eine eigene Postfiliale, die um 1946 von der Britischen Besatzungsmacht als Posthilfstelle gegründet worden war und die auch eigene Poststempel verwendete. Ein kleiner Lebensmittelladen schloss 1976.
Brauchtum hat sich erhalten: So schmücken Nachbarn die Türen oder Tore von Brautpaaren oder Kommunionkindern mit Kränzen, Blumen und Kreuzen, auch Straßenfeste werden gemeinsam gefeiert.

## Geschichte
Landwehr entstand in der ersten Hälfte des 19. Jahrhunderts und ist auf der Topographischen Aufnahme der Rheinlande von 1824 noch nicht verzeichnet. Die Preußische Uraufnahme von 1845 zeigt den Wohnplatz unter dem Namen Landwehr Häuschen. Ab der Preußischen Neuaufnahme von 1892 ist der Ort auf Messtischblättern regelmäßig als Landwehr verzeichnet.
Der Ort lag an der Brüderstraße, einer bedeutenden mittelalterlichen Altfernstraße von Flandern über Köln nach Leipzig. Auf der Trasse des alten Höhenwegs verläuft in diesem Abschnitt heute die Landesstraße 360.
Der 1845 laut der Uebersicht des Regierungs-Bezirks Cöln als isolirtes Haus kategorisierte Ort besaß zu dieser Zeit ein Wohnhaus mit acht Einwohnern, alle katholischen Bekenntnisses. Die Liste Einwohner und Viehstand von 1848 benennt in Landwehr 8 Einwohner: die siebenköpfige Familie von Johann Büscher, dem eine Kuh zuzurechnen ist, und den Witwer Peter Fähren.
Die Gemeinde- und Gutbezirksstatistik der Rheinprovinz führt Landwehr 1874 mit einem Wohnhaus und sechs Einwohnern auf. Er gehörte zur Bürgermeisterei Overath im Kreis Mülheim am Rhein. Im Gemeindelexikon für die Provinz Rheinland von 1888 werden für Landwehr drei Wohnhäuser mit 16 Einwohnern angegeben. 1895 besitzt der Ort vier Wohnhäuser mit 17 Einwohnern und gehörte konfessionell zum katholischen Kirchspiel Marialinden, 1905 werden fünf Wohnhäuser und 30 Einwohner angegeben.
Der Ortsname Landwehr bezieht sich auf eine Wegsperre an der Brüderstraße, die eine Breite von 1,5 preußischen Ruten und 1,5 Fuß besaß und wie ähnliche Anlagen in der Region Grengel genannt wurde. Diese Landwehr zog sich von Quellbereich des Kleinen Naafbachs über den Höhenweg zum Quellbereich des Krahwinkler Siefens und sperrte so effizient den Durchlass an dieser Stelle. Die Gesamtfläche des Landwehrstreifens betrug 1 Morgen und 106 Ruten. Ein Moritz Fischer aus Krausenhöhe pachtete 1772 diese Fläche für eine jährliche Erbpacht von 20 Albus. 1938 war ein Stück des Wallgrabens der Landwehr südlich des Orts noch vorhanden. In Landwehr erinnert nur der Name einer Straße und einer Gaststätte daran, dass es in früheren Zeiten hier eine Wegsperre gab.
Von Landwehr aus lassen sich im Tal zwischen Linde, Krahwinkel  und Landwehr zuweilen Rehwild und eine Herde Mufflons beobachten, die auf abgeernteten Feldern äsen und sich sonnen. Ihre Heimat ist der Wald bei Linde. Das Gebiet geriet in die Schlagzeilen, weil eine neu eingewanderte Wölfin wohl eines dieser Mufflons gerissen hat. Inzwischen zählt der Bereich zu den Wolfsverdachtsgebieten im Rheinisch-Bergischen Kreis, den das NRW-Umweltministerium eingerichtet hat.

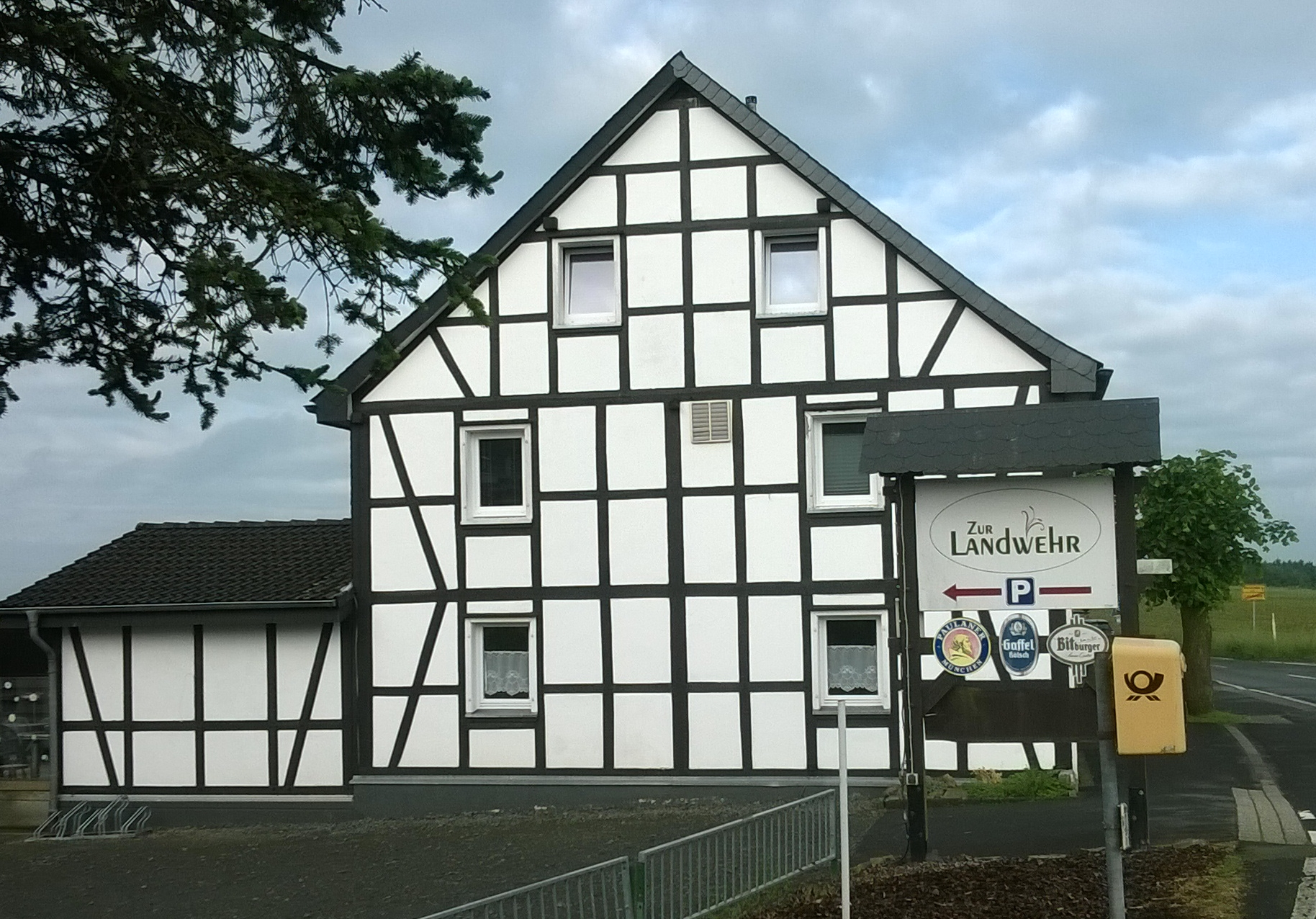
Gasthaus Zur Landwehr
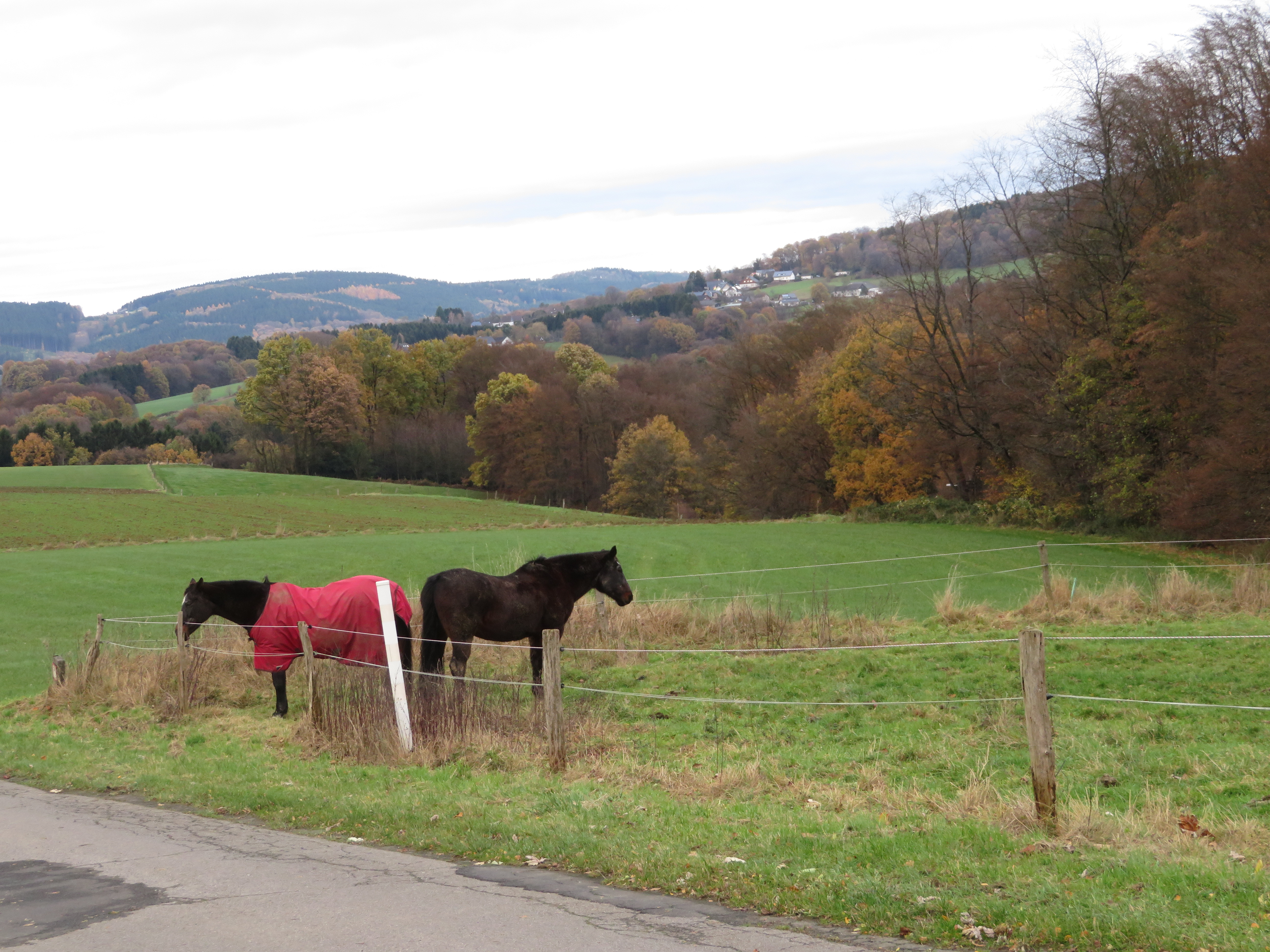
Blick von Landwehr nach Hülsen
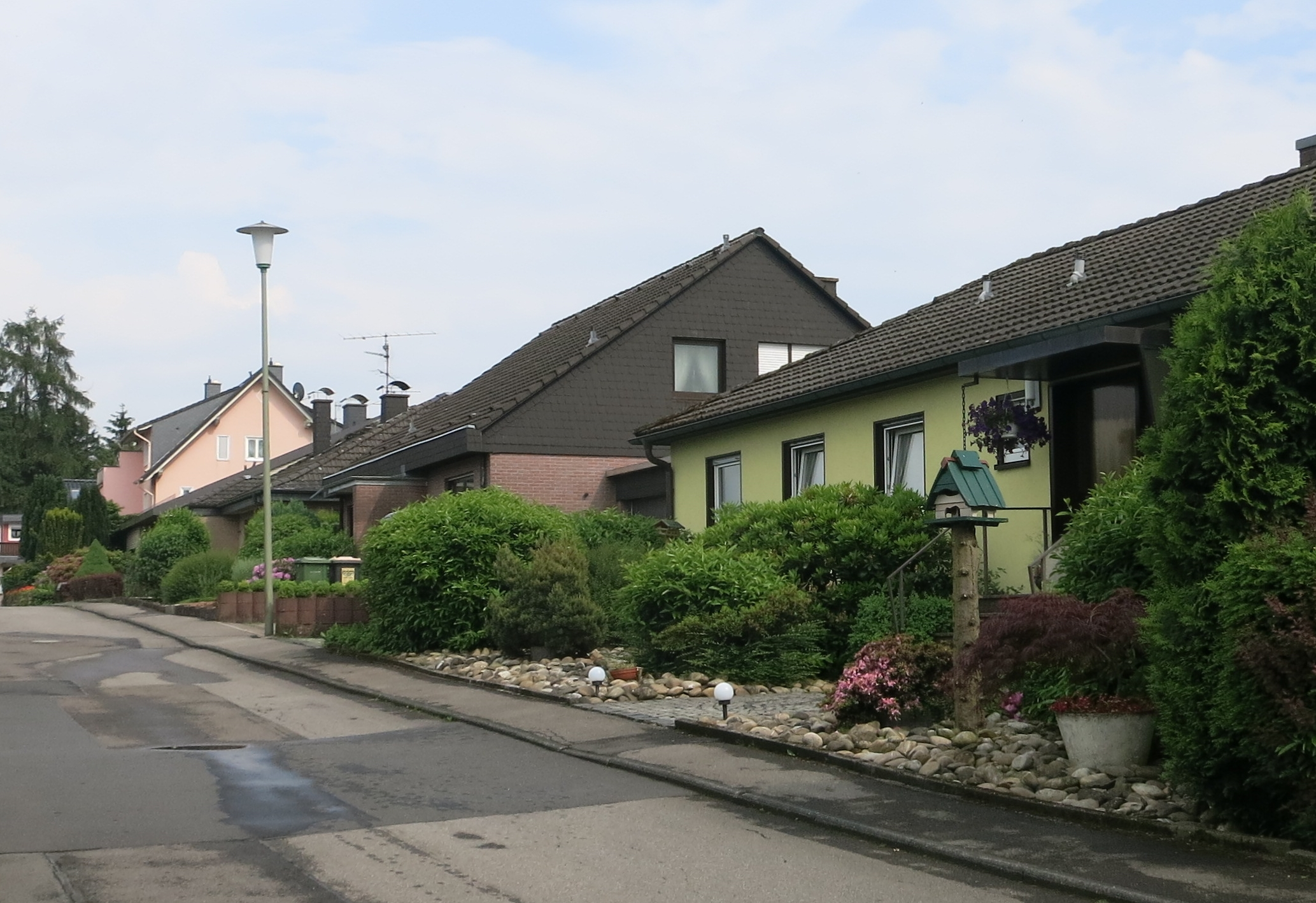
Wendehammer "Auf dem Heidgen"
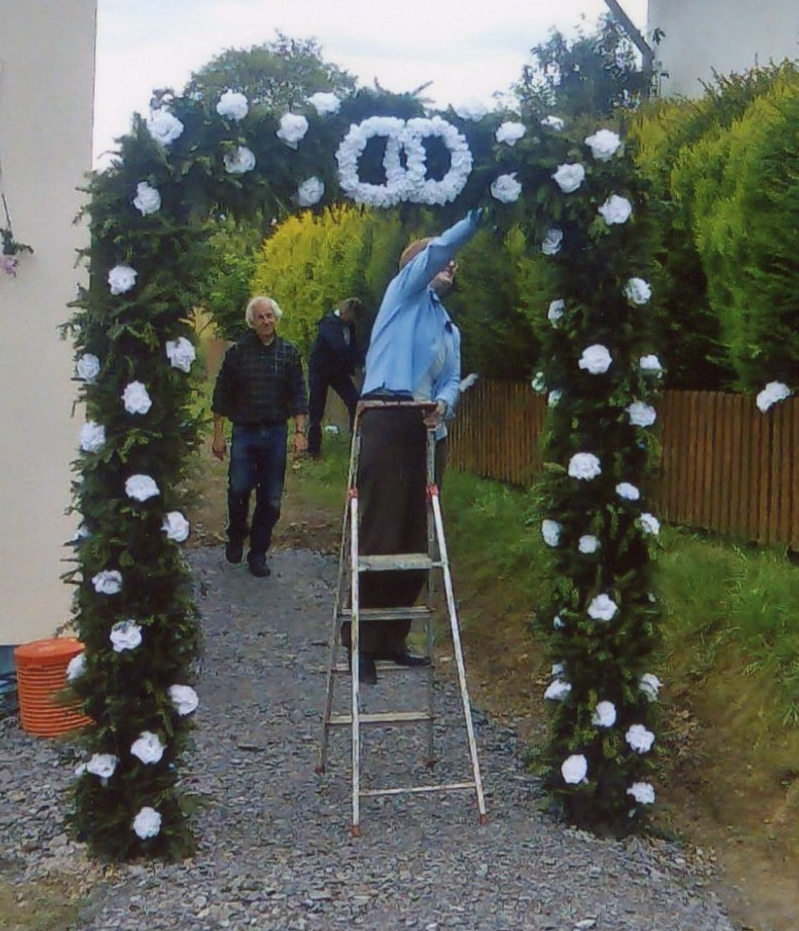